# Asthenotricha straba
Asthenotricha straba är en fjärilsart som beskrevs av Louis Beethoven Prout 1921. Asthenotricha straba ingår i släktet Asthenotricha och familjen mätare. Inga underarter finns listade i Catalogue of Life.